# 打箭炉虎耳草
打箭炉虎耳草（学名：Saxifraga tatsienluensis）为虎耳草科虎耳草属下的一个种。

## 扩展阅读
- 維基物種上的相關：打箭炉虎耳草